# Beta Columbae
Beta Columbae (Wezn, 53 Columbae) é uma estrela na direção da Columba. Possui uma ascensão reta de 05h 50m 57.55s e uma declinação de −35° 46′ 09.5″. Sua magnitude aparente é igual a 3.12. Considerando sua distância de 86 anos-luz em relação à Terra, sua magnitude absoluta é igual a 1.02. Pertence à classe espectral K1.5III.